# Igreja Matriz da Raposeira
A Igreja Matriz da Raposeira, também conhecida como Igreja de Nossa Senhora da Encarnação, é um edifício religioso situado na localidade de Raposeira, no Distrito de Faro, em Portugal.

## Descrição
A igreja situa-se num largo à entrada da aldeia da Raposeira, junto à Estrada Nacional 125.
O edifício integra-se no estilo Manuelino, sendo de aparência geralmente sóbria e com poucos elementos decorativos, típica de uma igreja de ambiente rural e de uma região mais afastada dos grandes centros. Ainda assim, é de grande interesse para o estudo da evolução tardo-gótica nacional, uma vez que devido à sua situação periférica manteve grande parte dos elementos originais, não tendo sido alvo de grandes campanhas de obras que lhe tenham alterado significativamente a aparência, embora tenham sido introduzidos alguns elementos barrocos no século XVIII. Desta forma, é considerada como um dos principais exemplos do estilo manuelino na zona Sudoeste de Portugal, e um testemunho de uma época de grande desenvolvimento naquela região, durante a transição para o século XVI.
O portal de entrada, em estilo Manuelino, foi executado em calcário da região, material que era tradicionalmente nos elementos mais nobres dos edifícios, como as molduras dos vãos. Devido à sua delicadeza e qualidade, o calcário possibilitou um grande nível de detalhe nos elementos decorativos do portal, com arquivoltas,  capitéis de decoração fitomórfica e geométrica, colunas de fustes lisos, e bases de ornamentação igual à dos capitéis. O registo superior é provavelmente barroco, sendo rasgado por um janelão quadrangular e rematado por uma empena triangular. Anexa ao lado Sul da igreja está a torre sineira, provavelmente também da época barroca, com quatro janelas em arcos de volta perfeita, e rematada por uma pirâmide, com pináculos nos ângulos. O portal de acesso ao cemitério também foi construído no estilo manuelino, apresentando igualmente elementos decorativos de formas geométricas e vegetalistas.
A igreja é composta por uma só nave de dois tramos, com uma capela-mor de planta rectangular, e cobertura em madeira. A capela-mor é coberta por uma abóbada, com um arco triunfal manuelino tripartido em colunelos suportados por capitéis, com decorações em arenito vermelho. Em cada lado do arco triunfal erguem-se retábulos setecentistas de estrutura rectangular, com talha dourada do século XVIII. As tribunas em arco de volta perfeita, emolduradas por arquivoltas, possuem imagens de Cristo Crucificado e de Nossa Senhora da Encarnação, esta última do século XVI. Incluem igualmente uma tela ilustrando São Miguel e o demónio, e alfaias da prata dos séculos XVI a XVIII. No interior destaca-se igualmente a pia de água benta, também no estilo manuelino.

## História
A igreja foi provavelmente construída na primeira metade do século XVI, devido à presença de vários elementos no estilo manuelino, e às semelhanças com a Igreja da Luz, no concelho de Lagos, erguida na década de 1520, e com a Capela da Misericórdia de Albufeira. O edifício não conheceu campanhas de obras de grandes dimensões ao longo da sua história, embora tenha sido ligeiramente alterada durante a primeira metade do século XVIII, com a introdução de elementos barrocos, nomeadamente os dois retábulos de talha dourada junto ao arco triunfal.
A cobertura do edifício abateu em 1873, tendo sido posteriormente reconstruída. Foi ligeiramente danificado pelo Sismo de 1969.

## Leitura recomendada
- LAMEIRA, Francisco (1999). A talha no Algarve durante o Antigo Regime (Tese de Doutoramento). Universidade do Algarve. Consultado em 12 de Outubro de 2021